# Добривоје Топаловић
Добривоје Топаловић (Прељина, 21. септембар 1944 — Чачак, 16. јун 2020) био је српски певач народне музике. Певањем је почео да се бави у једном културно-уметничком друштву у Чачку, а прву плочу, названу Кад би знала колико те желим снимио је 1968. године. Током своје вишедеценијске каријере снимио је двадесет шест сингл-плоча и шеснаест студијских албума. Његове најпознатије песме су: Црно вино, Проговори, слико, Кад бих мог'о и умро бих за те, Еј, да ми је, Теби се не жури, Ја сам рођен у Србији, брале, Окрени главу, Милице, На мраморној стени...

## Биографија
Рођен је у селу Прељина код Чачка, 1944. године на верски празник Мала Госпојина. У Чачку је завршио техничку школу, а потом је у Београду две године студирао вишу техничку школу. Певањем је почео да се бави у једном културно-уметничком друштву у Чачку и учествовао је на сеоским такмичењима певача аматера. У то време, у оближњем селу Мрчајевци живео је композитор Драган Алексић, који је након што је у једној кафани чуо како Добривоје пева, са њим започео сарадњу. Прву сингл-плочу Кад би знала колико те желим, са песмама које му је написао Драган Алексић, снимио је 1968. године за Дискос. Алексић му је компоновао и наредне три плоче, али већег успеха није било. Међутим, 1970. године учествује на фестивалу Илиџа и осваја прву награду публике. У периоду од 1968. до 1981. године снимио је двадесет шест сингл-плоча и један ЛП 1974. године.
Прекретница у његовој каријери била је песма Обрена Пјевовића Еј, да ми је, коју је снимио 1981. године са којом је наступио на Хит паради исте године. У исто време започео је сарадњу са композитором Драганом Александрићем, који му је у сарадњи са текстописцем Радмилом Тодоровић написао неке од његових најлепших песама: Кад бих мог'о и умро бих за те и Волим те, једино моје (1982), Проговори, слико и Хвала ти што постојиш (1985). 1986. године снимио је албум на ком се налазе песме Црно вино, Трећа јесен зајесенила и Ја сам рођен у Србији, брале, а након тога снимио је песме: Иди, мала, иди (1987), Окрени главу, Милице (1989), Теби се не жури (1991), Кајеш ли се још (1995), Имали смо башчу шљива (2002), Месечина над Моравом (2006). Био је и један од домаћина Ктитор фолк лиге 1993. године.
Снимио је и неколико трајних снимака за Радио Београд. Добитник је Естрадне награде Србије (1983), Награде за животно делу на фестивалу "Моравски бисери" (2014), Плакете "Златна лира" за изузетна вокална остварења (2015), Награде за животно дело од стране Савеза естрадно-музичких уметника Србије (2017), као и награда на многим музичким фестивалима.
Умро је од рака плућа. Сахрањен је у родној Прељини.

## Награде и признања
- 1983. Естрадна награда Србије
- 1985. Трећа награда жирија на Купу певача у Паризу
- 2014. Награда за животно дело на фестивалу Моравски бисери
- 2015. Плакета "Златна лира" за изузетна вокална остварења на Фестивалу нове народне песме "Лира"
- 2016. Повеља за изузетан допринос развоју естрадно-музичке делатности од стране Самосталног синдиката естрадних уметника и извођача Србије и Савеза естрадно-музичких уметника Србије
- 2017. Награда за животно дело од стране Савеза естрадно-музичких уметника Србије[3]

## Дискографија

### Сингл-плоче
- 1968. Кад би знала колико те желим (Дискос)
- 1970. Невјерна моја љубави (Дискос)
- 1970. Рабаџијо, буди права лола (Дискос)
- 1970. Само ти (Дискос)
- 1970. Ја нећу црне руже (Дискос)
- 1971. Последња ноћ (Дискос)
- 1971. Живео сам живот (Дискос)
- 1971. На мраморној стени (Дискос)
- 1972. Уплакана ружа (Дискос)
- 1972. Дај, дај (Дискос)
- 1973. Оливера (Дискос)
- 1973. Есма (Дискос)
- 1973. Пољуби ме да се помиримо (Дискос)
- 1974. Љубоморна (Дискос)
- 1974. Мајкина чежња (Дискос)
- 1975. Што те нема (Дискос)
- 1975. Тамбурице, моја дико (Дискос)
- 1975. По растанку (Дискос)
- 1976. Пшеница се повила у класу (ПГП РТБ)
- 1976. Косио сам ливаду крај пута (ПГП РТБ)
- 1977. Лако ти је пјану запевати (ПГП РТБ)
- 1978. Испратих те у загрљај града (ПГП РТБ)
- 1978. Шумадијске делије - У Милеву свако гледа/Отвори ми прозор, мила (Дискос)
- 1979. Овде где смо, станимо (ПГП РТБ)
- 1979. Мирослав Илић и Добривоје Топаловић - Отвор' прозор, цурице малена/Љубио сам цуре двије (ПГП РТБ)
- 1981. Еј, да ми је (ПГП РТБ)

### Студијски албуми
- 1973. На мраморној стени (Дискос)
- 1981. Откада те нема (ПГП РТБ)
- 1982. Кад бих мог'о и умро бих за те (ПГП РТБ)
- 1984. Волећу те бескрајно (ПГП РТБ)
- 1985. Хвала ти што постојиш (ПГП РТБ)
- 1986. Црно вино (ПГП РТБ)
- 1987. Делићемо све на пола (ПГП РТБ)
- 1989. Не бројим чаше попијене (ПГП РТБ)
- 1991. Волео сам само ја (ПГП РТБ)
- 1992. Црни дани (ПГП РТБ)
- 1993. Топаловић (ЗАМ)
- 1995. Кајеш ли се још (ПГП РТС)
- 1997. Опрости ми, мајко (ПГП РТС)
- 2000. Живот у песми (ПГП РТС)
- 2002. Добривоје Топаловић (Голд)
- 2006. Месечина над Моравом (ПГП РТС)

### Компилације
- 1991. Добривоје Топаловић (ПГП РТБ)
- 2000. Да се не заборави (Дискос)

## Фестивали
- 1970. Илиџа - Невјерна моја љубави, прва награда публике
- 1971. Врњачка Бања - На мраморној стени, друга награда публике
- 1972. Илиџа - Дај, дај
- 1973. Илиџа - Есма
- 1975. Југословенски фестивал, Париз - Што те нема, трећа награда стручног жирија за интерпретацију
- 1975. Илиџа - Тамбурице, моја дико
- 1976. Хит парада - Пшеница се повила у класу
- 1976. Београдски сабор - Косио сам ливаду крај пута
- 1978. Хит парада - Испратих те у загрљај града
- 1979. Хит парада - Траво зелена / Овде где смо, станимо
- 1981. Хит парада - Еј, да ми је / Ко те буди у свитања бела
- 1982. Хит парада - Ах, што нисам јасмин бели
- 1983. Илиџа - Зар ти није жао, трећа награда публике
- 1983. Хит парада - Кад бих мог'о и умро бих за те
- 1984. Хит парада - Благо води што те мије
- 1985. Хит парада - Проговори слико
- 1986. Хит парада - Трећа јесен зајесенила
- 1987. Посело Београда 202 - Ја сам рођен у Србији
- 1987. Хит парада - Црно вино
- 1988. Илиџа - Романса на киши
- 1989. Хит парада - Иди мала, иди
- 1989. МЕСАМ - Дочекаћу опет оне дане
- 1990. Хит парада - Црно вино
- 1990. Шумадијски сабор - Много сам те волео
- 1991. Шумадијски сабор - Нико нема Шумадију
- 1992. Хит парада - Црни дани
- 1993. Моравски бисери - Теби певам Шумадијо
- 1994. Моравски бисери - Годину дана
- 1996. МЕСАМ - Само полако
- 1997. Шумадијски сабор - Београде, кућо моја, трећа награда ТВ центра
- 1998. Моравски бисери - Кад би могло срце моје
- 2008. Илиџа - Невјерна моја љубави (Вече легенди фестивала)
- 2014. Моравски бисери - Награда за животно дело
- 2015. Лира, Београд - Теби се не жури / Волим те једино моје (Гост ревијалног дела фестивала и добитник Плакете Златна лира за изузетна и незаборавна остварења)